# Nadie duerme en el bosque esta noche
Nadie duerme en el bosque esta noche (en polaco: W lesie dzis nie zasnie nikt) es una película polaca de terror coescrita y dirigida por Bartosz M. Kowalski y protagonizada por Julia Wieniawa-Narkiewicz, Michał Lupa y Wiktoria Gasiewska. Es uno de los primeros slashers polacos.

## Sinopsis
Un grupo de adolescentes adictos a las tecnologías tienen que ir a un campamento sin internet. Tendrán que luchar por sus vidas contra algo que nunca han visto ni en los más oscuros rincones de la web.

## Reparto
- Julia Wieniawa-Narkiewicz como Zosia Wolska
- Michał Lupa como Julek
- Wiktoria Gasiewska como Aniela Turek
- Stanislaw Cywka como Bartek
- Sebastian Dela como Daniel Czajka
- Gabriela Muskala como Iza
- Michał Zbroja como los dos gemelos
- Miroslaw Zbrojewicz como el cartero
- Piotr Cyrwus como el sacerdote
- Olaf Lubashenko como el policía
- Wojciech Mecwaldowski como el director del campamento
- Bartlomiej Kotschedoff como el guardia del campamento
- Bartlomiej Firlet como ayudante del guardia
- Malgorzata Szczerbowska como la madre de los gemelos
- Izabela Dabrowska como la prostituta Janeczka